# Vincent Coulibaly
Vincent Coulibaly (Kéniéran, Guiné, 16 de março de 1953) é um ministro católico romano e arcebispo de Conacri.
Vincent Coulibaly entrou no seminário em 1969 e recebeu o Sacramento da Ordem em 9 de maio de 1981. Na diocese de Kankan, trabalhou como pároco até 1989, antes de se tornar professor no seminário de meninos João XXIII, onde estudou. Finalmente, em 1990, Coulibaly tornou-se Regente do Seminário Jean XXIII.
Em 17 de novembro de 1993, o Papa João Paulo II o nomeou Bispo de Kankan. O Arcebispo de Conacri, Robert Sarah, o consagrou em 12 de fevereiro de 1994; Co-consagradores foram o Bispo de Nzérékoré, Philippe Kourouma, e o Bispo de Ségou, Mori Julien-Marie Sidibé.
João Paulo II o nomeou arcebispo de Conacri em 6 de maio de 2003.